# 天津地铁Z2线
天津地铁Z2线，又称滨铁3号线，是天津轨道交通天津地铁建设中的线路之一。Z2线一期于2015年获得国家发改委批复，工程自金钟河大街站至北塘站，曾规划设站15座。而后规划变动设站17座，其中地下站7座，高架站10座。Z2线一期工程线路全长约52.42公里，其中地下线约20.86公里，高架线约28.88公里，过渡段约2.68公里。西起金钟河大街与5号线、6号线换乘，沿途经南淀公园、华明镇、滨海机场、中心大道、东六道、经三路、高新一路、渤龙湖、春华路、海平路、滨海西站、宁海路、塘汉路、观景道、洞庭路，东至北塘与Z4线换乘。设华山道车辆段及华明镇停车场。先期实施滨海机场-北塘段，全长约39.2公里，设站14座，预计2027年开通运营。

## 历史
- 2015年9月14日，国家发改委批复天津市城市轨道交通第二期建设规划，其中包括Z2线一期工程[4]。
- 2020年4月2日，天津市规划和自然资源局公示天津市域轨道交通Z2线一期工程线路方案，设站17座，其中地下站7座，高架站10座[5]。
- 2020年4月15日，《天津市轨道交通Z2线一期工程环境影响评价第一次信息公示》公布[1]。
- 2020年4月17日，中国国家发展改革委员会发布关于促进枢纽机场联通轨道交通的意见，将天津地铁Z2线列入枢纽机场联通轨道交通重点项目清单[6][7]。
- 2020年11月13日，Z2线一期环境影响报告书征求意见稿公布[8][2]。
- 2021年3月11日，公示了Z2线一期工程环境影响评价报告书信息，明确了Z2线一期工程的设站情况、建设期限、完工时间[9][10]。
- 2021年3月12日，Z2线一期工程招标[11]。
- 2021年10月20日，东六道站开工[12]。
- 2023年8月15日，海平路站至滨海西站区间地连墙施工全部完成[13]。

## 车站

### 换乘站
- 金钟河大街站：换乘5号线、6号线。Z2线与6号线为平行双岛结构，可进行双向跨站台转乘，Z2线换乘5号线则通过站台楼梯或电梯垂直换乘。
- 滨海国际机场站：换乘2号线。Z2线滨海机场站预计将设置在T3航站楼地下，需通过联通T3和T2航站楼的长通道换乘。
- 滨海西站：换乘B1线。建设高铁滨海西站时已对两线路进行预留，为通道换乘。
- 北塘站：换乘Z4线。两线路北塘站同步建设，预计将结合同台换乘与站厅换乘。

### 车站概况
| 站名[1] | 所在地          | 启用日期             | 换乘线路[2]     | 车站形式               | 开门方向 |
| --- | --------------- | -------------------- | --------------- | ---------------------- | -------- |
| 天津地铁Z2线 |                 |                      |                 |                        |          |
| 金钟河大街 | 河北区          | 规划中               | █ 5号线 █ 6号线 | 地下双島式站台[M6]     | 右側     |
| 南淀公园 | 东丽区          | 规划中               |                 | 有待确认               | 有待确认 |
| 华明镇 | 东丽区          | 规划中               |                 | 有待确认               | 有待确认 |
| 滨海国际机场 | 东丽区          | 建设中 预计2027年9月 | █ 2号线         | 地下島式站台           | 左侧     |
| 中心大道 | 东丽区          | 建设中 预计2027年9月 |                 | 地下島式站台           | 左侧     |
| 东六道 | 东丽区          | 建设中 预计2027年9月 |                 | 地下島式站台           | 左侧     |
| 经三路 | 东丽区          | 建设中 预计2027年9月 |                 | 高架側式站台           | 右侧     |
| 高新一路 | 东丽区          | 建设中 预计2027年9月 |                 | 高架側式站台           | 右侧     |
| 渤龙湖 | 滨海新区        | 建设中 预计2027年9月 |                 | 高架側式站台           | 右侧     |
| 春华路 | 东丽区/滨海新区 | 建设中 预计2027年9月 |                 | 高架側式站台           | 右侧     |
| 海平路 | 滨海新区        | 建设中 预计2027年9月 |                 | 高架島式站台           | 左侧     |
| 滨海西站 | 滨海新区        | 建设中 预计2027年9月 | █ B1线 滨海西站 | 地下一岛一侧式站台[B1] | 右側     |
| 宁海路 | 滨海新区        | 建设中 预计2027年9月 |                 | 地下島式站台           | 左侧     |
| 塘汉路 | 滨海新区        | 建设中 预计2027年9月 |                 | 高架側式站台           | 右侧     |
| 观景道 | 滨海新区        | 建设中 预计2027年9月 |                 | 高架側式站台           | 右侧     |
| 洞庭路[站名] | 滨海新区        | 建设中 预计2027年9月 |                 | 高架側式站台           | 右侧     |
| 北塘 | 滨海新区        | 建设中 预计2027年9月 | █ Z4线          | 高架双島式站台[Z4]     | 右侧     |
| 注释 |                 |                      |                 |                        |          |
| - 1 斜体标示的车站，尚未启用。 - 2 斜体标示的换乘，尚未启用。 - M6 Z2线与6号线共用，其中Z2线使用内侧。 - B1 Z2线金钟河大街方向与B1线共用。 - 站名 与现存6号线车站不在同一位置。 - Z4 Z2线与Z4线共用，其中Z2线使用内侧。 |                 |                      |                 |                        |          |
| 论 编 |                 |                      |                 |                        |          |

## 未来发展
天津地铁Z2线规划全长为115公里，沿线经过天津滨海国际机场、天津航空城、天津滨海高新技术产业开发区、天津市经济技术开发区、滨海西站、海洋高新区、北塘、中新生态城、滨海旅游区、中心渔港、汉沽等区域。